# Meyerius
Meyerius es un género de ácaros perteneciente a la familia Phytoseiidae.

## Especies
El género contiene las siguientes especies:
- Meyerius agrostidis (van der Merwe, 1968)
- Meyerius chaetopus (van der Merwe, 1968)
- Meyerius citimus (van der Merwe, 1968)
- Meyerius collativus (van der Merwe, 1968)
- Meyerius convallis (van der Merwe, 1968)
- Meyerius egregius (van der Merwe, 1968)
- Meyerius fistella (Ueckermann & Loots, 1984)
- Meyerius heindrichi (Ueckermann & Loots, 1984)
- Meyerius immutatus (van der Merwe, 1968)
- Meyerius incisus (van der Merwe, 1968)
- Meyerius keetchi (Ueckermann & Loots, 1984)
- Meyerius latus (van der Merwe, 1968)
- Meyerius liliaceus (van der Merwe, 1968)
- Meyerius litus (Ueckermann & Loots, 1984)
- Meyerius maritimus (van der Merwe, 1968)
- Meyerius veretillum (van der Merwe, 1968)
- Meyerius zantedeschiae (van der Merwe, 1968)